# Virginia Slims of Philadelphia 1977
Il Virginia Slims of Philadelphia 1977 è stato un torneo femminile di tennis giocato sul cemento. È stata la 6ª edizione del torneo, che fa parte del WTA Tour 1977. Si è giocato al Philadelphia Civic Center di Filadelfia, negli USA dal 14 al 20 marzo 1977.

## Campionesse

### Singolare
Chris Evert ha battuto in finale  Martina Navrátilová con il punteggio di 6–4, 4–6, 6–3

### Doppio
Françoise Dürr /  Virginia Wade hanno battuto in finale  Martina Navrátilová /  Betty Stöve con il punteggio di 6–4, 4–6, 6–4